# Isosaari (ö i Finland, Norra Österbotten, Ylivieska, lat 64,05, long 24,22)
Isosaari är en ö i Finland.   Den ligger i ån Vääräjoki (biflöde till Sievinjoki) och i kommunen Kalajoki i den ekonomiska regionen  Ylivieska ekonomiska region  och landskapet Norra Österbotten, i den centrala delen av landet, 400 km norr om huvudstaden Helsingfors. Ön är omkring 600 meter lång i notdsydlig riktning och omkring 100 meter bred. Den västra delen av ån markeras i den nordligaste delen endast som en bäck. Nästan hela ön, utom en liten skogklädd del i norr, består av åkermark.